# José Luis Sanz-Magallón
José Luis Sanz-Magallón y Hurtado de Mendoza (1926-2000) fue un pintor y un arquitecto español. De formación autodidacta, destacó como paisajista. Su estilo era intimista y postimpresionista. Su obra está colgada en las paredes de importantes museo como el Museo de Arte Contemporáneo de Madrid o el Museo de Navarra.

## Biografía
José Luis Sanz-Magallón nació en la población guipuzcoana de Zarauz en el País Vasco (España) el 2 de octubre de 1926. Murió en Madrid el 7 de agosto de 2000. Desde la niñez tenía facilidad para dibujar. En 1943 comienza los estudios de arquitectura en Madrid. Pinta al carboncillo durante los primeros años de la carrera y pasa luego a la acuarela, técnicas que usa para realizar todos los dibujos necesarios para realizar sus trabajos de arquitecto. Una vez terminados sus estudios comienza a realizar pintura al óleo y a desarrollar diferentes técnicas, ahondando en la práctica autodidacta.
A partir de 1966 comienza una relación mucho más seria con la pintura la cual ya no abandonaría hasta su muerte, sin abandonar su labor de arquitecto.
Su obra ha sido galardonada en 1975 con la Medalla de Oro del Consejo Europeo de Arte y Estética obtenida en Bruselas y en 1984 en Miami con la Medalla del Mérito Artístico. Tiene presencia en el museo de San Telmo de San Sebastián (Guipúzcoa), museo de Navarra en Pamplona, museo de Provincial de Granada y en el museo de Arte Contemporáneo de Madrid.
En diciembre de 1967 sucedió a su padre en el marquesado de San Adrián con Grandeza de España, título que pasó a su hermano Gonzalo Sanz-Magallón y Hurtado de Mendoza el 3 de julio de 2001 junto con el de marqués de Castelfuerte. Con el marquesado de San Adrián se vincula con la villa Navarra de Monteagudo donde restauró el Palacio de Monteagudo en los años 70 del siglo XX que le pertenecía por la herencia del marquesado de San Adrián.

## Estilo pictórico
De estilo intimista y postimpresionista. A partir de su compromiso más serio con la pintura hace una pintura con tonos pasteles y grises, con nieblas. Suaves paisajes en los que plasma una realidad desdibujada. Su obra ha sido ampliamente reconocida.